# پیرو آنتونا
پیرو آنتونا (انگلیسی: Piero Antona; ۵ آوریل ۱۹۱۲ – ۵ ژانویهٔ ۱۹۶۹) بازیکن فوتبال اهل ایتالیا بود.
از باشگاه‌هایی که در آن بازی کرده‌است می‌توان به باشگاه فوتبال اینتر میلان، باشگاه فوتبال فیورنتینا، و باشگاه فوتبال پیاچنزا اشاره کرد.